# 李洽
李洽（840年代—?），唐朝皇子，是唐宣宗的第七子，生母不详。
生年不详，从其兄弟李沂和李汭的生年推断，当在844年至850年之间。大中八年（854年），李洽被他父亲唐宣宗封为怀王，其后史书中没有记载他的情况，去世年份也失载。
　　